# Lycorina
Lycorina is een geslacht van insecten uit de orde vliesvleugeligen (Hymenoptera) en de familie Ichneumonidae.

## Soorten
- L. albomarginata (Cresson, 1870)
- L. apicalis Cresson, 1874
- L. artavia Gauld, 1997
- L. borneoensis Momoi, 1966
- L. canberrae Gauld, 1984
- L. clypeatuberculla Wang, 1985
- L. continentalis (Benoit, 1953)
- L. cornigera Momoi, 1966
- L. fici Seyrig, 1932
- L. flavomaculata Sheng, 2009
- L. glaucomata (Cushman, 1920)
- L. globiceps (Benoit, 1953)
- L. inarata Momoi, 1966
- L. inareolata Wang, 1985
- L. langei (Graf & Yamamoto, 1982)
- L. luzae Gauld, 1997
- L. marvini Gauld, 1997
- L. mirandai Gauld, 1997
- L. moralesi Gauld, 1997
- L. ornata Uchida & Momoi, 1959
- L. ranaivo Seyrig, 1934
- L. ruficornis Kasparyan, 2007
- L. sanabriai Gauld, 1997
- L. scitula (Cresson, 1870)
- L. spilonotae Chao, 1980
- L. splendidula Gauld, 1984
- L. triangulifera Holmgren, 1859
- L. turneri Gauld, 1984
- L. vanessae Gauld, 1997
- L. xanthozonata (Ashmead, 1890)